# Facultades de Filosofía y Teología de San Miguel
Se conoce como Facultades de Filosofía y Teología de San Miguel a las universidades y seminarios jesuitas ubicados en San Miguel, Provincia de Buenos Aires, Argentina, dependientes del Colegio Máximo de San Miguel.

## Historia
Las Facultades Eclesiásticas de Filosofía y Teología de la Compañía de Jesús en Argentina nace en 1932 y desde septiembre de ese año conceden títulos y grados académicos aprobados por la Santa Sede en filosofía y teología, desde licenciatura hasta doctorados. Por sus claustros pasaron, entre muchos otros, un religioso que fue declarado beato por la Iglesia, el franciscano Carlos de Dios Murias (uno de los compañeros de martirio del también beato monseñor Enrique Angelelli), y el jesuita Jorge Mario Bergoglio SJ, actual papa Francisco.
Durante muchos años fue la única universidad de América del Sur autorizada para conferir títulos pontificios en filosofía y teología, y así atrajo a estudiantes de Argentina, Uruguay, Paraguay, Bolivia, Chile, Perú, Brasil y México.
-El aniversario, que se celebra cada 8 de septiembre, conmemora la aprobación de sus estatutos por parte de la Santa Sede, a través de la por entonces llamada Sagrada Congregación de Seminarios y Universidades, en 1932.
Los registros históricos muestran que ese día de aquel año, el cardenal Gaetano Bisleti, que era prefecto de la mencionada Congregación vaticana, envió una carta al padre general de la Orden fundada por San Ignacio para comunicarle que las Facultades Eclesiásticas de la Compañía de Jesús, entre las cuales figuraban la de Filosofía y la de Teología establecidas en San Miguel, provincia de Buenos Aires, podían conceder títulos y grados académicos como Facultades Eclesiásticas canónicamente erigidas.
Desde entonces, experimentaron un desarrollo académico importante, con el aumento de estudiantes de distintas provincias argentinas, y también de otros países como Chile, Uruguay, Bolivia, Paraguay, Brasil, Perú, Colombia y Estados Unidos.
A lo largo de los años, las Facultades se enriquecieron con su biblioteca especializada, y crecieron en docentes, investigaciones, publicaciones, y trabajos interdisciplinarios como la creación del Observatorio de Física Cósmica de San Miguel, contiguo a las Facultades, dirigido por la Compañía de Jesús.
Luego de estar vinculadas con otras casas de altos estudios en Buenos Aires, desde 2017 forman parte de la Universidad Católica de Córdoba con la Facultad de Filosofía y la Facultad de Teología, junto a su valiosa Biblioteca del Colegio Máximo de San Miguel.

## Vinculaciones y traslados
En 1957 se estableció una vinculación jurídica con la Facultad de Teología de la Universidad Católica Argentina (UCA), que por entonces funcionaba en el seminario arquidiocesano de Buenos Aires. En razón de ella, la Facultad de Teología de San Miguel admitió alumnos externos, y también les otorgó títulos académicos eclesiásticos.
Una década después, las dos facultades jesuitas se integraron a la Universidad del Salvador, dirigida entonces por la Compañía de Jesús, y se inició una nueva etapa, en la que comenzaron a concederse títulos civiles, y se profundizó la vinculación con otras unidades académicas locales y del extranjero.
En 1975, cuando la Universidad del Salvador dejó de ser dirigida por la Compañía de Jesús, las Facultades de Filosofía y Teología de San Miguel siguieron integrándola. Y así fue hasta 2015 cuando la Congregación para la Educación Católica autorizó el traslado de ambas Facultades a la ciudad de Córdoba y su integración en la Universidad Católica de Córdoba (UCC). En diciembre de 2019 la Congregación para la Educación Católica aprobó los nuevos Estatutos en conformidad con las disposiciones de la constitución apostólica Veritatis gaudium del papa Francisco.

## Conexión con el Papa Francisco
El Papa Francisco estudió teología de 1967 a 1970 en la Facultad de Teología de la Escuela "San José" de San Miguel, donde recibió una licenciatura en filosofía y una licenciatura en teología. Como tutor de novicios en Villa Barilari, San Miguel (1972-1973), fue profesor de la Facultad de Teología y rector del Colegio, hasta que en 1973 se convirtió en Superior Provincial de los jesuitas argentinos.

## Estudiantes y administradores destacados
- Jorge Mario Bergoglio, actual papa de la iglesia católica,[6]
- Cayetano De Lella, pedagogo y escritor,[7]
- Luis Ugalde, historiador.